# Basidiolicheni

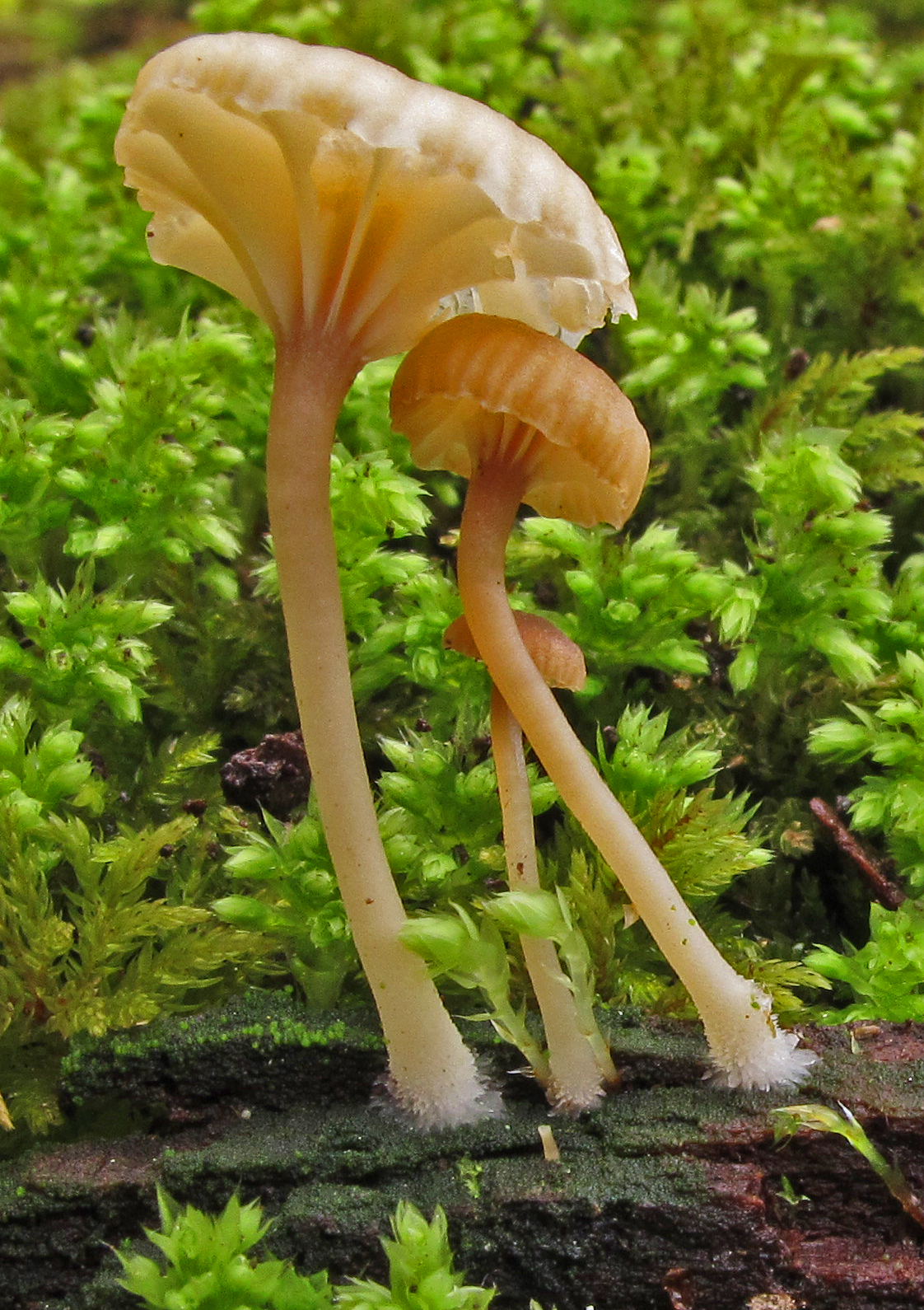
Lichenomphalia umbellifera (L. Fr.) uno dei basidiolicheni presenti in Italia.

I Basidiolicheni sono un gruppo di funghi lichenizzati appartenenti ai Basidiomycota. 
Sono un gruppo di licheni molto più piccolo, circa 50 specie, rispetto agli ascolicheni, molto più comuni di cui si conoscono circa 18.000 specie.
Gran parte dei basidiolicheni vivono nelle regioni tropicali, come ad esempio quelli appartenenti al genere Dictyonema e Cora.
Nelle foreste artiche, alpine e temperate i basidiolicheni più comuni appartengono al genere Lichenomphalia e al genere Multiclavula.
In Italia sono presenti i generi Multiclavula con tre specie, Lichenomphalia con 5 specie. 